# Sundowithius sumatranus
Genre
Espèce
Synonymes
- Chelifer sumatranus Thorell, 1889

Sundowithius sumatranus, unique représentant du genre Sundowithius, est une espèce de pseudoscorpions de la famille des Chernetidae.

## Distribution
Cette espèce se rencontre en Birmanie, en Malaisie, en Indonésie et en Papouasie-Nouvelle-Guinée.

## Description
Le mâle mesure 3 mm et la femelle 4,5 mm.

## Étymologie
Son nom d'espèce lui a été donné en référence au lieu de sa découverte, Sumatra.

## Publications originales
- Thorell, 1889 : Aracnidi Artrogastri Birmani raccolti da L. Fea nel 1885-1887. Annali del Museo Civico di Storia Naturale di Genova, sér. 2, vol. 7, p. 521-729 (texte intégral).
- Beier, 1932 : Pseudoscorpionidea II. Subord. C. Cheliferinea. Tierreich, vol. 58, p. 1-294.